# Bretagne (Schiff, 1952)
Die Bretagne war ein 1952 in Dienst gestelltes Passagierschiff der französischen Société Générale de Transport Maritimes für den Liniendienst nach Südamerika. Sie blieb für die Reederei bis 1961 im Einsatz und fuhr anschließend als Brittany unter griechischer Flagge. Das Schiff wurde im April 1963 durch einen Brand zerstört und 1964 in La Spezia abgewrackt.

## Geschichte
Die Bretagne entstand unter der Baunummer 12 in der Werft von Chantiers de Penhoët in Saint-Nazaire und lief am 20. Juli 1951 vom Stapel. Nach der Ablieferung an die Société Générale de Transport Maritimes nahm sie am 14. Februar 1952 den Dienst von Marseille über Italien und Spanien nach Brasilien, Uruguay und Argentinien auf. Ihr älteres Schwesterschiff war die 1951 in Dienst gestellte Provence, die mit 50 Jahren eine erheblich längere Dienstzeit hatte und noch bis 2001 in Fahrt blieb.
Nach neun Dienstjahren ging die Bretagne 1961 in den Besitz der griechischen Reederei Chandris über und war zunächst unter ihrem alten Namen und weiter unter französischer Flagge für Charter-Kreuzfahrten von Boston nach New York City im Einsatz, ehe im Herbst 1961 die Indienststellung auf der Linie von Southampton nach Australien erfolgte. Während Umbauarbeiten 1962 erhielt das nun unter griechischer Flagge laufende Schiff den Namen Brittany. Es blieb weiter im Australien-Dienst und absolvierte weitere Kreuzfahrten nach New York.
Am 8. April 1963 brach während eines Werftaufenthalts in der Hellenic Shipyard in Skaramagas nahe Athen ein Brand an Bord der Brittany aus. Um einer befürchteten Explosion der Gastanks an Bord vorzubeugen, schleppte man das Schiff aus der Werft und setzte es vor dem Hafen von Skaramagas auf Grund. Die Brittany brannte vollständig aus und wurde zum Totalschaden erklärt. Das Wrack ging 1964 zum Abbruch nach La Spezia.
Als Ersatz für die Brittany wurde kurz nach dem Brand die fast 20 Jahre ältere Lurline von Chandris erworben und als Ellinis in Dienst gestellt.